# آویوا اسلزین
آویوا اسلزین (انگلیسی: Aviva Slesin) یک کارگردان و تهیه‌کننده اهل لیتوانی است. فیلم او ده سال ناهار در ۱۹۸۷، برنده جایزه اسکار بهترین فیلم مستند شده است. 